# Бангладешка така
 Тази статия е за паричната единица.  За растението вижте Така (род).  
Та̀ка е паричната единица на Бангладеш, международното ѝ обозначение е Tk.
1 така се дели на 100 пойша (пайса).
1 евро = 119,3141 таки (5 юни 2015) 
На територията на Бангладеш е забранено да се използва друга валута, освен так.